# Concha de Plata al miglior regista
La Concha de Plata al miglior regista (conchiglia d'argento) è il premio al miglior regista assegnato nel corso del Festival internazionale del cinema di San Sebastián. Non venne assegnato tutte le edizioni.

## Albo d'oro

### Anni 1950
- 1953: Rafael Gil – La guerra di Dio (La guerra de Dios)
- 1954: Pedro Lazaga – La patrulla
- 1956: Pietro Germi – Il ferroviere
- 1957
  - O. W. Fischer – La vita nelle tue mani (Ich suche Dich)
  - Alfréd Radok – Nonno automobile (Dedécek automobil)
- 1958: Alfred Hitchcock – La donna che visse due volte (Vertigo)
- 1959
  - Alfred Hitchcock – Intrigo internazionale (North by Northwest)
  - Folco Quilici – Dagli Appennini alle Ande

### Anni 1960
- 1960: Sidney Lumet – Pelle di serpente (The Fugitive Kind)
- 1961: Alberto Lattuada – L'imprevisto
- 1962: Mauro Bolognini – Senilità
- 1963: Robert Enrico – Au cœur de la vie
- 1964: Miguel Picazo – Zia Tula (La tía Tula)
- 1965: Mario Monicelli – Casanova '70
- 1966: Mauro Bolognini – Madamigella di Maupin
- 1967: Janusz Morgenstern – Jowita
- 1968: Peter Collinson – Un lungo giorno per morire (The Long Day's Dying)

### Anni 1970
- 1977: Alf Brustellin e Bernhard Sinkel – Der Mädchenkrieg
- 1978: Manuel Gutiérrez Aragón – Sonámbulos
- 1979: Pál Gábor – Angi Vera

### Anni 1980
- 1985: Francisco José Lombardi – La ciudad y los perros
- 1986: Axel Corti – Wohin und zurück - Teil 3: Welcome in Vienna
- 1987: Dominique Deruddere – Crazy Love - Compagni di sbornia (Crazy Love)
- 1988: Gonzalo Suárez – Remando nel vento (Remando al viento)
- 1989: Mirosław Bork – Konsul

### Anni 1990
- 1990: Joel ed Ethan Coen – Crocevia della morte (Miller's Crossing)
- 1991: Bruce McDonald – Highway 61
- 1992: Goran Marković – Tito i ja
- 1993: Philippe Lioret – In transito - Caduti dal cielo (Tombés du ciel)
- 1994: Danny Boyle – Piccoli omicidi tra amici (Shallow Grave)
- 1995: Mike Figgis – Via da Las Vegas (Leaving Las Vegas)
- 1996: Francisco José Lombardi – Bajo la piel
- 1997: Claude Chabrol – Rien ne va plus
- 1998: Fernando León de Aranoa – Barrio
- 1999
  - Michel Deville – La Maladie de Sachs
  - Zhang Yang – La doccia (Xǐzǎo)

### Anni 2000
- 2000: Reza Parsa – Före stormen
- 2001: Jean-Pierre Améris – C'est la vie
- 2002: Chen Kaige – Together with You (Hé nǐ zài yīqǐ)
- 2003: Bong Joon-ho – Memories of Murder (Sar-in-ui chu-eok)
- 2004: Xu Junglei – Yīgè mòshēng nǚrén de láixìn
- 2005: Zhang Yang – Xiàngrìkuí
- 2006: Tom DiCillo – Delirious - Tutto è possibile (Delirious)
- 2007: Nick Broomfield – Il massacro di Haditha (Battle for Haditha)
- 2008: Michael Winterbottom – Genova - Un luogo per ricominciare (Genova)
- 2009: Javier Rebollo – La mujer sin piano

### Anni 2010
- 2010: Raúl Ruiz – I misteri di Lisbona (Mistérios de Lisboa)
- 2011: Filippos Tsitos – Adikos kosmos
- 2012: Fernando Trueba – El artista y la modelo
- 2013: Fernando Eimbcke – Club Sandwich (Club Sándwich)
- 2014: Carlos Vermut – Magical Girl
- 2015: Joachim Lafosse – Les Chevaliers blancs
- 2016: Hong Sang-soo – Dangsinjasin-gwa dangsin-ui geot
- 2017: Anahí Berneri – Alanis
- 2018: Benjamín Naishtat – Rojo
- 2019: Aitor Arregi, Jon Garaño e Jose Mari Goenaga – La trincea infinita (La trinchera infinita)

### Anni 2020
- 2020: Dea K'ulumbegashvili – Beginning (Dasats'q'isi)
- 2021: Tea Lindeburg – Du som er i himlen
- 2022: Genki Kawamura – Hyakka
- 2023: Peng Tzu-hui e Wang Ping-wen – Chūn xíng
- 2024:
  - Laura Carreira – On Falling
  - Pedro Martín-Calero – El llanto